# 1422 Strömgrenia
Az 1422 Strömgrenia (ideiglenes jelöléssel 1936 QF) a Naprendszer kisbolygóövében található aszteroida. Karl Wilhelm Reinmuth fedezte fel 1936. augusztus 23-án, Heidelbergben.